# 母と娘 (1945年の映画)
『母と娘』（ははとむすめ、原題：Mom and Dad）は、1945年のアメリカ合衆国のドラマ映画である。日本では1958年に公開された。監督はウィリアム・ボーダイン。イギリスでは"The Family Story"という題で配給された。
2005年にアメリカ国立フィルム登録簿に登録された。なお、日本での配給は社会純潔化協会が行った。

## あらすじ
アメリカに住むダン・ブレイクとその妻サラにはジョーンとデイヴという高校生の子どもがいた。
静かで平和なアメリカのある小さな町。そこにダン・ブレイク（ジョージ・エルドリッチ）は、3人の家族と暮らしていた。勤め人の彼の妻で、世話好きで外出がちのサラ（ロイス・オースチン）、ハイスクールの生徒で美しい娘のジョーン（ジューン・カールソン）、息子の同じハイスクールの学生デイヴ（ジミー・クラーク）は、みな健康で平凡な一家族だった。
春、ジョーンはパイロットのジャックと知り合い肉体関係を結んだ。
1学期の終わりが近づいたある日、ジョーンたちの通う高校の教師カール・ブラックバーンは、前年PTAの反対を受けて実現できなかった、純潔教育を計画していた。
夏休み、ジョーンが自らの身体の変化に気づいた矢先、ジャックが飛行機事故で死ぬ。恐怖のあまり病院にも行けなかった彼女は自殺を図るも一命をとりとめる。その後、一家はボストンの産婦人科へ行き、彼女は無事に出産した。
また、ブラックバーンの計画していた純潔教育も無事に実行できた。

## キャスト
- ハーディ・オルブライト：カール・ブラックバーン
- ロイス・オースティン：サラ・ブレイク
- ジョージ・エルドリッジ：ダン・ブレイク
- ジミー・クラーク：ジョアン・ブレイク